# انس کوچ
انس کوچ (انگلیسی: Enes Küç؛ زادهٔ ۲۸ نوامبر ۱۹۹۶) بازیکن فوتبال اهل آلمان است.
از باشگاه‌هایی که در آن بازی کرده‌است می‌توان به باشگاه فوتبال هامبورگ اشاره کرد.